# Insurrextion 2002
Insurrextion 2002 was een pay-per-viewevenement in het professioneel worstelen dat georganiseerd werd door World Wrestling Federation (WWF). Dit evenement was de derde editie van Insurrextion en vond plaats in de Wembley Arena in Londen op 4 mei 2002. Deze editie van Insurrextion was de laatste pay-per-view die door de federatie werd gehouden onder de naam WWF vooraleer de naamsverandering naar het huidige WWE in werking trad. Insurrextion 2002 was tevens het laatste evenement dat deel uitmaakte van het populaire Attitude Era. 

## Wedstrijden
| Nr.                                                                          | Match                                                                                                 | Winnaar(s)                 |
| ---------------------------------------------------------------------------- | --- | -------------------------- |
| Dark                                                                         | Mr. Perfect vs. Goldust in een één-op-één match                                                       | Mr. Perfect                |
| 1                                                                            | Eddie Guerrero (c) vs. Rob Van Dam in een één-op-één match voor het WWE Intercontinental Championship | Rob Van Dam1               |
| 2                                                                            | Trish Stratus & Jacqueline vs. Molly Holly & Jazz in een Tag team match                               | Trish Stratus & Jacqueline |
| 3                                                                            | X-Pac vs. Bradshaw in een één-op-één match                                                            | X-Pac                      |
| 4                                                                            | Steven Richards (c) vs. Booker T in een één-op-één match voor het WWF Hardcore Championship           | Booker T (nc)              |
| 5                                                                            | The Hardy Boyz vs. Brock Lesnar & Shawn Stasiak (met Paul Heyman) Tag team match                      | The Hardy Boyz             |
| 6                                                                            | Spike Dudley (c) vs. William Regal in een één-op-één match voor het WWF European Championship         | Spike Dudley (c)           |
| 7                                                                            | The Big Show vs. Steve Austin in een één-op-één match met Ric Flair als scheidsrechter                | Steve Austin               |
| 8                                                                            | Triple H vs. The Undertaker in een één-op-één match                                                   | Triple H                   |
| (c) huidige kampioen voor en na de match \| (nc) nieuwe kampioen na de match | |                            |

1 Guerrero werd gediskwalificeerd en prolongeerde zijn titel.
2000 · 2001 · 2002 · 2003